# Ormyrus ardahanensis
Ormyrus ardahanensis är en stekelart som först beskrevs av Miktat Doganlar 1991.  Ormyrus ardahanensis ingår i släktet Ormyrus och familjen kägelglanssteklar. Inga underarter finns listade i Catalogue of Life.